# Louis Iacoviello
Louis John Iacoviello (* auf Staten Island, New York City, New York) ist ein US-amerikanischer Schauspieler, Synchronsprecher und Filmproduzent.

## Leben
Iacoviello wurde auf Staten Island als Sohn von Helene C. Iacoviello und Louis S. Iacoviello, einem Feuerwehrmann, geboren. Er hat einen älteren Bruder. Im Kindesalter zog er mit seiner Familie nach New Smyrna Beach im US-Bundesstaat Florida. Dort machte er seinen Abschluss an der New Smyrna Beach Senior High. Neben Englisch spricht er auch Spanisch. Von 1993 bis 1994 studierte er an der Full Sail University. Ab Mitte der 1990er Jahre begann er an Improvisationstheatern mitzuspielen.
2001 debütierte Iacoviello als Nebendarsteller in Extreme Force und war im selben Jahr im Film The Falkland Man und im Kurzfilm Unreel: A True Hollywood Story zu sehen. Mitte der 2000er Jahre erhielt er Episodenrollen in Fernsehserien wie Keine Gnade für Dad, Kate Fox & die Liebe, Without a Trace – Spurlos verschwunden, Crossing Jordan – Pathologin mit Profil, New York Cops – NYPD Blue und Medium – Nichts bleibt verborgen. 2008 spielte er die größere Rolle des Jeff Bannister im Kurzfilm Eat, der am 3. Mai 2008 auf dem VC Film Festival gezeigt wurde. 2013 war er am Film Raze – Fight or Die als Co-Produzent beteiligt. Zusätzlich wirkte er in einer Kleinstrolle als Schauspieler mit. 2014 stellte er im Low-Budget-Film Bachelor Night: Auf nach Vegas! die Rolle des skrupellosen 'Boslov dar.
Als Synchronsprecher war er unter anderen in den Zeichentrickserien Tvoovies und How It Should Have Ended zu hören.

## Filmografie (Auswahl)

### Schauspiel
- 2001: Extreme Force
- 2001: The Falkland Man
- 2001: Unreel: A True Hollywood Story (Kurzfilm)
- 2003: Keine Gnade für Dad (Grounded for Life, Fernsehserie, Episode 4x04)
- 2003: Kate Fox & die Liebe (Miss Match, Fernsehserie, Episode 1x14)
- 2003; 2005: American Dreams (Fernsehserie, 2 Episoden, verschiedene Rollen)
- 2004: Without a Trace – Spurlos verschwunden (Without a Trace, Fernsehserie, Episode 2x18)
- 2004: Crossing Jordan – Pathologin mit Profil (Crossing Jordan, Fernsehserie, 2 Episoden)
- 2004: Ringtone Blues (Kurzfilm)
- 2004: New York Cops – NYPD Blue (NYPD Blue, Fernsehserie, Episode 12x02)
- 2005: Huff – Reif für die Couch (Huff, Fernsehserie, Episode 1x10)
- 2005: Medium – Nichts bleibt verborgen (Medium, Fernsehserie, Episode 1x12)
- 2005: Für alle Fälle Amy (Judging Amy, Fernsehserie, Episode 6x22)
- 2005: Passions (Fernsehserie, Episode 1x1549)
- 2005: A Couple of Days and Nights
- 2005: CSI: Miami (Fernsehserie, Episode 4x07)
- 2006: Emergency Room – Die Notaufnahme (ER, Fernsehserie, 2 Episoden)
- 2007: Heroes (Fernsehserie, Episode 1x18)
- 2007: The Strand
- 2007: Hannah Montana (Fernsehserie, Episode 2x08)
- 2008: The Hanging Tree (Kurzfilm)
- 2008: Eat (Kurzfilm)
- 2008: Tranny McGuyver
- 2008: Navy CIS (NCIS, Fernsehserie, Episode 6x07)
- 2009: Mechanic (Kurzfilm)
- 2010: The Legacy (Kurzfilm)
- 2011: Night of the Alien
- 2011: Big Baby (Miniserie)
- 2012: Halloweenies (Kurzfilm)
- 2012: A Grail of Two Idiots (Kurzfilm)
- 2013: Raze – Fight or Die (Raze)
- 2013: Living with Models (Fernsehserie, Episode 2x09)
- 2013: 20s vs. 30s (Fernsehserie, Episode 1x01)
- 2013: It’s Dark Here
- 2013: E-Match (Kurzfilm)
- 2014: Bachelor Night: Auf nach Vegas! (Bachelor Night)
- 2014: Get Dead
- 2015: Welcome to Forever (Kurzfilm)
- 2016: Non-Stop to Comic-Con
- 2017: The Jerry Show (Kurzfilm)

### Synchronisationen
- 2013–2014: Tvoovies (Zeichentrickserie, 11 Episoden, verschiedene Charaktere)
- 2014: How It Should Have Ended (Zeichentrick, Episode 5x18)

### Produktion
- 2010: Ronnie Gold’s Fight Team (Kurzfilm)
- 2011: Night of the Alien
- 2011: Big Baby (Miniserie)
- 2011: Raze Teaser (Kurzfilm)
- 2011: Advanced Payment (Kurzfilm)
- 2013: Raze – Fight or Die (Raze)